# Стајнмец дијамант
Стајнмец дијамант (енгл. The Steinmetz Pink Diamond), је дијамант чија је првобитна тежина била 11,99 г (59,60 карата). Назив је добио на Америчком Геолошком институту. Стајнмец дијамант је био најпознатији рози дијамант икада откривен. Због своје изузетности боје и облика, експертима је требало 20 месеци пажљивог рада да дијамант доведу у данашњи, препознатљив облик. Кристал је приказан јавности на великој церемонијалној прослави у Монаку, 29. маја 2003. 
Стајнмац рози дијамант приказан је у Смитсоновој колекцији дијаманата упоредо са Миленијумском звездом, другом по величини топ колор дијаманту велике чистиће од 203,04 карата. На изложби били су приказани још и тамноплави дијамант Срце вечности, Црвени дијамант Мусајев – најпознатији и највећи црвени дијамант на свету.